# Matthew Quintal
 (octobre 2013).
Si vous disposez d'ouvrages ou d'articles de référence ou si vous connaissez des sites web de qualité traitant du thème abordé ici, merci de compléter l'article en donnant les références utiles à sa vérifiabilité et en les liant à la section « Notes et références ».
Matthew Quintal (Padstow, 3 mars 1766-Pitcairn, 1799) est un des mutins du Bounty. Il fut l'un des trois derniers mutins, avec Ned Young et John Adams, à vivre sur l'île de Pitcairn. Alcoolique devenu fou, il fut assassiné en 1799 par ses deux compagnons.

## Biographie
Matthew Quintal est baptisé le 3 mars 1766 sous le nom de Matthew Quintril, qui serait une déformation du patronyme cornique Quintrell, en l'église paroissiale de Padstow, dans les Cornouailles (Angleterre).